# 2017 VR12
2017 VR12 — астероїд, що належить до навколоземних об'єктів. Діаметр астероїда 250—280 метрів. Вперше відкрито 10 листопада 2017 року за допомогою телескопу Pan-STARRS.
Зближення з Землею відбулося 7 березня 2018 року в 7:53 UTC, відстань — 1,445 млн км, відносна швидкість 6,3 км / c (22 427 км / год). У момент максимального зближення відстань від небесного тiлa до Землі складала 3,76 дистанції від нашої планети до Місяця.

### Зближення
| Дата             | а. о.    | Відстань до Місяця | Небесне тіло |
| ---------------- | -------- | ------------------ | ------------ |
| 04.03.1915 4:06  | 0,023209 | 9,04               | Земля        |
| 12.03.1968 7:09  | 0,021541 | 8,39               | Земля        |
| 07.03.2018 7:53  | 0,009662 | 3,76               | Земля        |
| 07.03.2018 8:18  | 0,007645 | 2,98               | Місяць       |
| 10.03.2079 12:04 | 0,011732 | 4,57               | Земля        |
| 01.03.2100 13:01 | 0,038314 | 14,9               | Земля        |
| 18.03.2166 19:31 | 0,043659 | 17,0               | Земля        |

## Інтернет-ресурси
- JPL Small-Body Database Browser
- Goldstone Radar Observations Planning: Asteroid 2017 VR12 [Архівовано 13 березня 2018 у Wayback Machine.]
- Astronomers tracking close-passing asteroid 2017 VR12 [Архівовано 23 лютого 2018 у Wayback Machine.]
- До Землі мчить велетенський астероїд VR12 2017 (ВІДЕО) [Архівовано 27 лютого 2018 у Wayback Machine.]